# Xue Chi
Xue Chi (chinesisch 雪池 Schneetümpel) ist ein See an der Ingrid-Christensen-Küste des ostantarktischen Prinzessin-Elisabeth-Lands. Er liegt an der Basis der Halbinsel Brattnevet in den Larsemann Hills.
Chinesische Wissenschaftler benannten ihn 1991 im Zuge von Vermessungs- und Kartierungsarbeiten.